# Chứng minh khái niệm
Chứng minh khái niệm (thông thường viết tắt là POC, proof of concept, hay còn gọi là bằng chứng về khái niệm) hay kiểm tra tính khả thi là việc triển khai thử nghiệm một ý tưởng, để chứng minh tính khả thi của một lý thuyết nào đó, để xem nó sẽ thành công trong thực tế ra sao.
Ý tưởng về POC lần đầu tiên được giới thiệu bởi Bruce Carsten vào năm 1984, khi tạo ra một nguyên mẫu để tiến hành thử nghiệm xem hoạt động của vi mạch ra sao, nếu thành công sẽ được sản xuất hàng loạt.

## Ưu điểm
- POC giúp giảm thiểu tối đa tiền bạc, thời gian, công sức để triển khai một dự án, để xem nó có kết quả tốt hay không.
- POC sẽ là bằng chứng có thể thuyết phục được các nhà đầu tư rằng ý tưởng hay lý thuyết này là đúng.

### Lĩnh vực áp dụng của POC:
- Đánh giá thị trường: Các doanh nghiệp, công ty, hay các startup đều dùng POC để đánh giá tiềm năng của một sản phẩm hay dịch vụ, để xem nó có được thị trường đón nhận hay không. Căn cứ vào đó, họ sẽ nghiên cứu, đánh giá, thử nghiệm thị trường, và sau đó đưa ra những thay đổi và điều tiết cho phù hợp.
- Phát triển phần mềm: Chứng minh một phần mềm hay một ứng dụng để xem khi triển khai thì nó sẽ ra sao, có công nghệ gì, đáng được giá bán nào. Điển hình là mãi tới năm 2016, công nghệ Blockchain chỉ mới bắt đầu bước qua giai đoạn POC, nên các doanh nghiệp đã không tin tưởng vào Blockchain cho lắm trong việc giải quyết vấn đề thị trường.
- Thực hiện phim ảnh: Những bộ phim như là Sky Captain, Sin City, và các bộ phim ăn khách khác cũng đã thực hiện POC. Không những thế, Pixar cũng đã sử dụng POC để làm các bộ phim ngắn, trước khi lao vào những bộ phim kinh đỉnh, đòi hỏi kỹ xảo thực hiện và kinh phí hoàn thành cao ngất ngưởng.
- Triển khai kỹ thuật: Trong ngành kỹ thuật thì POC có tầm quan trọng đặc biệt, bởi vì các ý tưởng ban đầu là rất quan trọng, sau đó mới quyết định được việc triển khai dự án ý tưởng đó ra sao.
- Phát triển kinh doanh: Giúp cho các doanh nghiệp có thể dễ dàng giới thiệu và phát triển sản phẩm của mình tốt hơn, ví dụ như cho các khách hàng được trải nghiệm thử sản phẩm hay dịch vụ, để xem sau đó họ có trở thành khách hàng trung thành hay không. Trong giai đoạn thử nghiệm sản phẩm cũng giúp cho doanh nghiệp thu nhận được các phản hồi, đánh giá của khách hàng về chất lượng, nếu chưa tốt chỗ nào thì có thể thay đổi kịp thời với thị hiếu và như cầu của thị trường. Nói tóm lại, POC giúp doanh nghiệp tạo ra sản phẩm hay dịch vụ hoàn chỉnh hơn, được cộng đồng chấp nhận hơn.
- Bảo mật thông tin và mã hóa: Trong lĩnh vực mã hóa và bảo mật thông tin, máy móc phần mềm hiện nay được xem trọng tuyệt đối, và POC sẽ cho khách hàng thấy rằng hệ thống được bảo mật ra làm sao, hoặc kiểm tra mức độ an toàn của một hệ thống bảo mật khi bị xâm phạm. Điển hình là Winzapper đã đi đầu trong việc sử dụng POC.
- Sản xuất thuốc và phát triển y tế: Trong lĩnh vực này, người ta không những thường sử dụng POC mà còn dùng Proof of Mechanism (PoM) và Proof of Principle (PoP) nữa.